# Stenocercus
Stenocercus – rodzaj jaszczurek z rodziny lawanikowatych (Tropiduridae).

## Zasięg występowania
Rodzaj obejmuje gatunki występujące w Ekwadorze, Wenezueli, Peru, Boliwii, Kolumbii, Brazylii, Paragwaju, Urugwaju i Argentynie.

## Systematyka

### Etymologia
- Stenocercus: gr. στηνος stēnos ‘wąski, cienki’; κερκος kerkos ‘ogon’[1].
- Proctotretus: gr. πρωκτος prōktos ‘odbyt’; τρητος trētos ‘przebity, perforowany’[2]. Typ nomenklatoryczny: Proctotretus pectinatus Duméril & Bibron, 1837.
- Trachycyclus: gr. τραχυς trakhus ‘chropowaty, szorstki, najeżony’; κυκλος kuklos ‘okrąg’[3]. Typ nomenklatoryczny: Trachycyclus marmoratus Duméril & Bibron, 1837.
- Steironotus: gr. στειρα steira ‘kil statku’[17]; -νωτος -nōtos ‘-tyły, -grzbiety’, od νωτον nōton ‘tył, grzbiet’[18]. Typ nomenklatoryczny: Stenocercus rosei-ventris d’Orbigny, 1837.
- Heterotropis: gr. ἑτερος heteros ‘inny’[19]; τροπις tropis, τροπιδος tropidos ‘kil statku’[20]. Typ nomenklatoryczny: Trachycyclus marmoratus Duméril & Bibron, 1837.
- Scelotrema: gr. σκελος skelos, σκελεος skeleos ‘noga’[21]; τρημα trēma, τρηματος trēmatos ‘dziura’[22]. Typ nomenklatoryczny: Scelotrema crassicaudatum Tschudi, 1845.
- Sauridis: gr. σαυρος sauros ‘jaszczurka’[23]; -ιδης -idēs ‘przypominający’[24]. Typ nomenklatoryczny: Liolaemus modestus Tschudi, 1845.
- Ptygoderus: gr. πτυξ ptux, πτυχος ptukhos ‘fałda, warstwa’, od πτυσσω ptussō ‘sfałdować’[25]; δερα dera ‘szyja’[26]. Typ nomenklatoryczny: Proctotretus pectinatus Duméril & Bibron, 1837.
- Ophryoessoides: rodzaj Ophryoessa Boie, 1830; -οιδης -oidēs ‘przypominający’[27]. Typ nomenklatoryczny: Ophryoessoides tricristatus Duméril, 1851.
- Brachysaurus: gr. βραχυς brakhus ‘krótki’[28]; σαυρος sauros ‘jaszczurka’[23]. Typ nomenklatoryczny: Brachysaurus erythrogaster Hallowell, 1856.
- Saccodeira: gr. σακκος sakkos ‘worek’[23]; δειρας deiras, δειραδος deirados ‘szyja’[29]. Typ nomenklatoryczny: Saccodeira ornatissima Girard, 1857.
- Microphractus: gr. μικρος mikros ‘mały’[30]; φρακτος phraktos ‘osłonięty, chroniony’, od φρασσω phrassō ‘ogrodzić, otoczyć’[31]. Typ nomenklatoryczny: Microphractus humeralis Günther, 1859.
- Scartiscus: gr. σκαρτης skartēs ‘skoczek’, od σκιρταω skirtaō ‘skakać’[21]; łac. przyrostek zdrabnijący -iscus[32]. Typ nomenklatoryczny: Scartiscus caducus Cope, 1862.
- Tropidocephalus: gr. τροπις tropis, τροπιδος tropidos ‘kil statku’[20]; -κεφαλος -kephalos ‘-głowy’, od κεφαλη kephalē ‘głowa’[33]. Typ nomenklatoryczny: Tropidocephalus azureus Müller, 1882.

### Podział systematyczny
Do rodzaju należą następujące gatunki:

- Stenocercus aculeatus (O’Shaughnessy, 1879)
- Stenocercus albolineatus Teixeira, Prates, Nisa, Silva-Martins, Strüssmann & Rodrigues, 2015
- Stenocercus amydrorhytus Köhler & Lehr, 2015
- Stenocercus angel Torres-Carvajal, 2000
- Stenocercus angulifer (Werner, 1901)
- Stenocercus apurimacus Fritts, 1972
- Stenocercus arndti Venegas, Echevarria & Álvarez, 2014
- Stenocercus asenlignus Venegas, García-Ayachi, Chávez-Arribasplata & García-Bravo, 2022
- Stenocercus azureus (Müller, 1880)
- Stenocercus boettgeri Boulenger, 1911
- Stenocercus bolivarensis Castro & Ayala, 1982
- Stenocercus cadlei Torres-Carvajal & Mafla-Endara, 2013
- Stenocercus caducus (Cope, 1862)
- Stenocercus canastra Ávila-Pires, Nogueira & Martins, 2019
- Stenocercus carrioni Parker, 1934
- Stenocercus catherineae Venegas, García-Ayachi, Chávez-Arribasplata, Chávez, Wong & García-Bravo, 2020
- Stenocercus chinchaoensis Venegas, Duran & Garcia-Burneo, 2013
- Stenocercus chlorostictus Cadle, 1991
- Stenocercus chota Torres-Carvajal, 2000
- Stenocercus chrysopygus Boulenger, 1900
- Stenocercus crassicaudatus (Tschudi, 1845)
- Stenocercus cupreus Boulenger, 1885
- Stenocercus diploauris Venegas, Echevarría, García-Ayachi & Landauro, 2020
- Stenocercus doellojuradoi (Freiberg, 1944)
- Stenocercus dracopennatus Venegas, García-Ayachi, Chávez-Arribasplata, Chávez, Wong & García-Bravo, 2020
- Stenocercus dumerilii (Steindachner, 1867)
- Stenocercus empetrus Fritts, 1972
- Stenocercus erythrogaster (Hallowell, 1856)
- Stenocercus eunetopsis Cadle, 1991
- Stenocercus festae (Peracca, 1897)
- Stenocercus fimbriatus Ávila-Pires, 1995
- Stenocercus flagracanthus Venegas, García-Ayachi, Chávez-Arribasplata, Chávez, Wong & García-Bravo, 2020
- Stenocercus formosus (Tschudi, 1845)
- Stenocercus frittsi Torres-Carvajal, 2005
- Stenocercus guentheri (Boulenger, 1885)
- Stenocercus haenschi (Werner, 1901)
- Stenocercus huancabambae Cadle, 1991
- Stenocercus humeralis (Günther, 1859)
- Stenocercus ica Mendoza, Ramírez, Barrera & Aguilar-Puntriano, 2021
- Stenocercus imitator Cadle, 1991
- Stenocercus iridescens (Günther, 1859)
- Stenocercus ivitus Fritts, 1972
- Stenocercus johaberfellneri Köhler & Lehr, 2015
- Stenocercus lache Corredor, 1983
- Stenocercus latebrosus Cadle, 1998
- Stenocercus leybachi Venegas, García-Ayachi, Chávez-Arribasplata & García-Bravo, 2022
- Stenocercus limitaris Cadle, 1998
- Stenocercus marmoratus (Duméril & Bibron, 1837)
- Stenocercus melanopygus Boulenger, 1900
- Stenocercus modestus (Tschudi, 1845)
- Stenocercus nigrobarbatus Venegas, Echevarría, García-Ayachi & Landauro, 2020
- Stenocercus nigrocaudatus Venegas, García-Ayachi, Chávez-Arribasplata & García-Bravo, 2022
- Stenocercus nigromaculatus Noble, 1924
- Stenocercus nubicola Fritts, 1972
- Stenocercus ochoai Fritts, 1972
- Stenocercus omari Venegas, Echevarría, García-Burneo & Koch, 2016
- Stenocercus orientalis Fritts, 1972
- Stenocercus ornatissimus (Girard, 1858)
- Stenocercus ornatus (Gray, 1845)
- Stenocercus pectinatus (Duméril & Bibron, 1835)
- Stenocercus percultus Cadle, 1991
- Stenocercus philmayi Venegas, García-Ayachi, Chávez-Arribasplata, Chávez, Wong & García-Bravo, 2020
- Stenocercus praeornatus Fritts, 1972
- Stenocercus prionotus Cadle, 2001
- Stenocercus puyango Torres-Carvajal, 2005
- Stenocercus qalaywasi Venegas, García-Ayachi, Chávez-Arribasplata & García-Bravo, 2022
- Stenocercus quinarius Nogueira & Rodrigues, 2006
- Stenocercus rhodomelas (Boulenger, 1899)
- Stenocercus roseiventris d’Orbigny, 1837
- Stenocercus santander Torres-Carvajal, 2007
- Stenocercus scapularis (Boulenger, 1901)
- Stenocercus simonsii Boulenger, 1899
- Stenocercus sinesaccus Torres-Carvajal, 2005
- Stenocercus squarrosus Nogueira & Rodrigues, 2006
- Stenocercus stigmosus Cadle, 1998
- Stenocercus torquatus Boulenger, 1885
- Stenocercus trachycephalus (Duméril, 1851)
- Stenocercus tricristatus (Duméril, 1851)
- Stenocercus variabilis Boulenger, 1901
- Stenocercus varius Boulenger, 1885